# Mokotów
Mokotów is een stadsdeel van Warschau, de hoofdstad van Polen. Het is gelegen langs de westelijke oevers van de rivier de Wisla en huist veel buitenlandse ambassades en belangrijke Poolse bedrijven.

## Wijken
- Augustówka
- Czerniaków
- Królikarnia
- Ksawerów
- Sadyba
- Siekierki
- Sielce

- Służew
- Służewiec
- Służewiec Przemysłowy
- Stary Mokotów
- Stegny
- Wierzbno
- Wyględów

## Bezienswaardigheden
- Mokotów veld, een rijk natuurgebied in het midden van Mokotów.
- Mokotów Gevangenis, de grootste gevangenis van Polen.
- Nationale Bibliotheek, de nationale bibliotheek van Polen.
- Poolse Radio & Televisie, de nationale radio en televisieomroep.
- Warschau School voor Economie, oudste en belangrijkste school voor economie.
- Tor Stegny, ijsbaan.

Bemowo · Białołęka · Bielany · Mokotów · Ochota · Praga · Rembertów · Śródmieście ·
Targówek · Ursus · Ursynów · Wawer · Wesoła · Wilanów · Włochy · Wola · Żoliborz